# Pachinko – Ein einfaches Leben
Pachinko – Ein einfaches Leben ist eine US-amerikanische Dramafernsehserie die für Apple TV+ produziert wird und im März 2022 in das Streaming-Programm aufgenommen wurde. Die Serie basiert auf dem 2017 veröffentlichten, gleichnamigen Roman der in New York City lebenden koreanisch-stämmigen Autorin und Journalistin Min Jin Lee, der von der US-amerikanischen Drehbuchautorin und Produzentin Soo Hugh adaptiert wurde. Der Titel verbindet dabei eine in Japan bekannte Form der Spielautomaten und stellt gleichzeitig eine Metapher über die Beeinflussbarkeit des Lebens dar. 

## Handlung
Pachinko erzählt die Geschichte einer koreanischen Familie während der japanischen Herrschaft, deren Tochter Sunja 1931 ins japanische Osaka übersiedelte, um dort ein neues Leben unter der koreanischen Minderheit zu beginnen. Die Serie spielt über einen Zeitraum von vier Generationen (1915 bis 1989) und thematisiert die Lebensumstände und Diskriminierung koreanischer Einwanderer in der japanischen Gesellschaft.

## Besetzung und Synchronisation
Die Synchronisation der Serie wurde bei der FFS Film- & Fernseh-Synchron GmbH in München nach einem Dialogbuch von Christian Langhagen erstellt. Die Dialogregie führte Peter Woratz.
Da in der Serie drei Sprachen gesprochen werden, ist lediglich Koreanisch synchronisiert, um den multikulturellen Kontext beizubehalten. Dialoge in Japanisch und Englisch sind in Originalsprache und werden in unterschiedlichen Farben untertitelt.
| Rollenname                      | Schauspieler                      | Synchronsprecher    | Folge(n)                                | Rollenbeschreibung                                                |
| ------------------------------- | --------------------------------- | ------------------- | --------------------------------------- | ----------------------------------------------------------------- |
| Kim Sunja (jap. Bando Nobuko)   | Yu-Na (Kind)                      | Zoe Durakovic       | 1.01                                    | Mutter von Mozasu und Solomons Großmutter                         |
| Kim Sunja (jap. Bando Nobuko)   | Kim Min-ha (Erwachsene)           | Regina Beckhaus     | 1.01–1.06, 1.08–2.08                    | Mutter von Mozasu und Solomons Großmutter                         |
| Kim Sunja (jap. Bando Nobuko)   | Yoon Yeo-jeong (alt)              | Dagmar Dempe        | 1.01–1.06, 1.08–2.08                    | Mutter von Mozasu und Solomons Großmutter                         |
| Baek Mozasu (jap. Bando Mozasu) | Eunseong Kwon (Kind)              | Max Göbel           | 2.02–2.04                               | Sohn von Sunja und Isak                                           |
| Baek Mozasu (jap. Bando Mozasu) | Mansaku Takada (Jugendlicher)     | Leo Nicolas Douglas | 2.05–2.08                               | Sohn von Sunja und Isak                                           |
| Baek Mozasu (jap. Bando Mozasu) | Soji Arai (Erwachsener)           | Jakob Riedl         | 1.01–1.06, 1.08–2.01, 2.06–2.08         | Sohn von Sunja und Isak                                           |
| Baek Solomon                    | Yoon Kyung-ho (Jugendlicher)      | (Originalstimme)    | 1.06                                    | Sohn von Mozasu und Sunjas Enkel                                  |
| Baek Solomon                    | Jin Ha (Erwachsener)              | Felix Mayer         | 1.01–1.06, 1.08–2.08                    | Sohn von Mozasu und Sunjas Enkel                                  |
| Yangjin                         | In-ji Jeong                       | Caroline Ebner      | 1.01–1.04, 2.04–2.08                    | Mutter von Sunja                                                  |
| Baek Isak                       | Steve Sanghyun Noh                | Patrick Roche       | 1.03–1.06, 1.08, 2.02                   | Ehemann von Sunja und Mozasus Vater                               |
| Koh Hansu                       | Lee Min-ho                        | Martin Bonvicini    | 1.01–2.08                               | Koreanischer Fischgroßhändler aus Japan und Noas leiblicher Vater |
| Baek Noa (jap. Bando Nobuo)     | Park Jae-joon (Kind)              | Anton Günther       | 1.08                                    | Sohn von Sunja und Hansu                                          |
| Baek Noa (jap. Bando Nobuo)     | Kim Kang-hoon (Jugendlicher)      | Niklas Gebendorfer  | 2.01–2.05                               | Sohn von Sunja und Hansu                                          |
| Baek Noa (jap. Bando Nobuo)     | Kang Tae-Ju (Erwachsener)         | Niklas Gebendorfer  | 2.05–2.08                               | Sohn von Sunja und Hansu                                          |
| Kyunghee (jap. Bando Kimiko)    | Jung Eun-chae (Erwachsene)        | Anna Ewelina        | 1.05–1.06, 1.08–2.08                    | Ehefrau von Yoseb                                                 |
| Kyunghee (jap. Bando Kimiko)    | Felice Choi (alt)                 | Alisa Palmer        | 1.02–1.03                               | Ehefrau von Yoseb                                                 |
| Baek Yoseb (jap. Bando Yuzuru)  | Han Jun-woo as                    | Benedikt Gutjan     | 1.05–1.06, 1.08, 2.05–2.08              | Bruder von Isak                                                   |
| Etsuko                          | Kaho Minami                       | (Originalstimme)    | 1.0–1.03, 1.06, 1.08                    | Hanas Mutter und Freundin von Mozasu                              |
| Hana                            | Jung Ye-bin (Jugendliche)         | (Originalstimme)    | 1.06                                    | Tochter von Etsuko und Solomons Ex-Freundin                       |
| Hana                            | Mari Yamamoto (Erwachsene)        | Paulina Rümmelein   | 1.02–1.03, 1.05–1.06, 1.08              | Tochter von Etsuko und Solomons Ex-Freundin                       |
| Naomi Ichizaki                  | Anna Sawai                        | (Originalstimme)    | 1.01–1.05, 1.06, 2,03–2.07              | Arbeitskollegin von Solomon                                       |
| Tom Andrews                     | Jimmi Simpson                     | (Originalstimme)    | 1.01–1.06, 2.03–2.08                    | Chef von Solomon                                                  |
| Kim Chang-ho                    | Kim Sung-kyu                      | Patrick Schröder    | 2.01, 2.03–2.07                         | Handlanger von Hansu                                              |
| Mamoru Yoshii                   | Julian Satoshi Lee (Jugendlicher) | (Originalstimme)    | 2.08                                    | Zwielichtiger Kunde von Shiffley’s                                |
| Mamoru Yoshii                   | Louis Ozawa (Erwachsener)         | (Originalstimme)    | 1.01, 1.06, 1.08, 2.02, 2.05, 2.07–2.08 | Zwielichtiger Kunde von Shiffley’s                                |

## Episodenliste

### Staffel 1
| Nr. (ges.) | Nr. (St.) | Deutscher Titel | Originaltitel | Erstausstrahlung | Regie       | Drehbuch                    |
| ---------- | --------- | --------------- | ------------- | ---------------- | ----------- | --------------------------- |
| 1          | 1         | Kapitel Eins    | Chapter One   | 25. März 2022    | Kogonada    | Soo Hugh                    |
| 2          | 2         | Kapitel Zwei    | Chapter Two   | 25. März 2022    | Kogonada    | Soo Hugh & Matthew J. McCue |
| 3          | 3         | Kapitel Drei    | Chapter Three | 25. März 2022    | Kogonada    | Soo Hugh & Hansol Jung      |
| 4          | 4         | Kapitel Vier    | Chapter Four  | 1. Apr. 2022     | Justin Chon | Soo Hugh & E. J. Koh        |
| 5          | 5         | Kapitel Fünf    | Chapter Five  | 8. Apr. 2022     | Justin Chon | Soo Hugh & Franklin Jin Rho |
| 6          | 6         | Kapitel Sechs   | Chapter Six   | 15. Apr. 2022    | Justin Chon | Soo Hugh & Lauren Yee       |
| 7          | 7         | Kapitel Sieben  | Chapter Seven | 22. Apr. 2022    | Kogonada    | Soo Hugh & Ethan Kuperberg  |
| 8          | 8         | Kapitel Acht    | Chapter Eight | 29. Apr. 2022    | Justin Chon | Soo Hugh & Mfoniso Udofia   |

### Staffel 2
| Nr. (ges.) | Nr. (St.) | Deutscher Titel  | Originaltitel    | Erstausstrahlung | Regie         | Drehbuch                                   |
| ---------- | --------- | ---------------- | ---------------- | ---------------- | ------------- | ------------------------------------------ |
| 9          | 1         | Kapitel Neun     | Chapter Nine     | 23. Aug. 2024    | Leanne Welham | Soo Hugh                                   |
| 10         | 2         | Kapitel Zehn     | Chapter Ten      | 30. Aug. 2024    | Leanne Welham | Soo Hugh & Christina Yoon und Melissa Park |
| 11         | 3         | Kapitel Elf      | Chapter Eleven   | 6. Sep. 2024     | Arvin Chen    | Melissa Park                               |
| 12         | 4         | Kapitel Zwölf    | Chapter Twelve   | 13. Sep. 2024    | Arvin Chen    | Ethan Kuperberg und Soo Hugh               |
| 13         | 5         | Kapitel Dreizehn | Chapter Thirteen | 20. Sep. 2024    | Arvin Chen    | David Mitchell                             |
| 14         | 6         | Kapitel Vierzehn | Chapter Fourteen | 27. Sep. 2024    | Sang-il Lee   | Karen Chee und Chang-rae Lee               |
| 15         | 7         | Kapitel Fünfzehn | Chapter Fifteen  | 4. Okt. 2024     | Sang-il Lee   | Haruna Lee und Soo Hugh                    |
| 16         | 8         | Kapitel Sechzehn | Chapter Sixteen  | 11. Okt. 2024    | Sang-il Lee   | Chang-rae Lee                              |

## Auszeichnungen
Pachinko wurde 2022 mit dem Gotham Award als beste Serie (Langformat) ausgezeichnet. 2023 wird die Serie bei den Critics Choice Awards als beste fremdsprachige Serie ausgezeichnet.